# سان فلیپ، تکزاس
سان فلیپ (به انگلیسی: San Felipe) یک شهر در ایالات متحده آمریکا است که در شهرستان آستین، تگزاس واقع شده‌است. سان فلیپ ۲۲٫۶ کیلومتر مربع مساحت و ۷۴۷ نفر جمعیت دارد و ۴۷ متر بالاتر از سطح دریا واقع شده‌است.